# Ellinge (plaats)
Ellinge is een plaats in de Deense regio Zuid-Denemarken, gemeente Nyborg. De plaats telt 242 inwoners (2020).